# Корнель де Лион
Корнель де Лион, также Корнель из Гааги (фр. Corneille de Lyon, Corneille de La Haye ; ок. 1500, Гаага, Габсбургские Нидерланды — 8 ноября 1575, Лион, Королевство Франция) — фламандский живописец, большую часть жизни проработавший во Франции, в Лионе. Портретист, один из самых талантливых и плодовитых мастеров эпохи Северного Возрождения.

## Биография
Биографические сведения о художнике крайне скудны. Первое упоминание о нём относится к 1534 году, и в это время он уже находился в Лионе. Известно лишь его имя Корнель: Корнель де Лион, или Корнель фламандский, — прозвания, данные художнику по месту жительства и впервые упомянутые в XIX веке историком Анри Бушо. Историки искусства XVIII века использовали только имя «Корнелиус», или «Корнель» (Corneille).
С 1536 года Корнель де Лион писал портреты членов королевской семьи и в 1541 году получил титул королевского живописца — придворным художником короля Генриха II и Екатерины Медичи. Во всех официальных документах во времена правления Генриха II, Франциска II и Карла IX он постоянно носит этот титул. В 1551 году он упоминается как мажордом короля. В 1564 году он ещё пользовался королевским расположением, и Екатерина Медичи оказала ему честь посетить его мастерскую. Тем не менее, он работал не в Париже, а на протяжении всей своей жизни находился в Лионе. Женившись на Маргерите Фраден, дочери известного в городе типографа, он присоединился к городской аристократии и приобрёл прочное социальное положение. У него была большая семья: четыре дочери: Клеманс, Маргерита, Жанна, Рень (или Рене) и два сына, Жак и Кристоф. Проживая в квартале печатников недалеко от собора Нотр-Дам-де-Конфор (Notre-Dame-de-Confort), он также владел несколькими домами в Лионе и загородным домом в Венисье.
Корнель сотрудничал с другими художниками, живописцами и гравёрами, проживавшими по соседству. В его мастерской хранилась целая галерея копий картин самых известных людей, чьи портреты он написал. В мастерской Корнеля работали его сын и дочь.
В эпоху религиозных войн он разделял идеи Реформации, но в 1569 году принудительно обратился в католическую веру.

## Творчество
Искусство Корнеля является новаторским для своего времени. Портреты, сделанные художником, представляют собой практически миниатюры, обычно размером с небольшую открытку. В санкт-петербургском Эрмитаже имеется одна картина Корнеля де Лиона: небольшой поясной женский портрет. Размер картины: 20 х 15,5 см. Корнель писал в основном маслом по дереву. Его стиль близок графичной манере живописи Ганса Гольбейна Старшего, особенно в использовании контуров и тональных моделировок. Своими произведениями Корнель приобрёл такую известность, что многие подобные картины малого формата стали называть «корнелями» (сorneilles). Корнель очень точен в изображении мельчайших черт лица, а также волос, бороды, которые он прорисовывает чуть ли не волосок за волоском. Его модели редко носят тяжёлую украшенную одежду. В произведениях зрелого периода всё внимание художника сосредоточено на лицах портретируемых. Фон его картин всегда однотонный, без излишних деталей и кажется, что он работает без предварительного рисунка. Исследователи подчёркивают, что «манера Корнеля де Лиона совершенно свободна от влияния школы Фонтенбло». Качества его живописи скорее связаны с традициями средневековой нидерландской школы.
После эпохи Северного Возрождения слава Корнеля постепенно угасла. Художник был забыт и вновь открыт в XVII веке Франсуа Роже де Геньером. Затем его имя всё более забывалось, а в XIX веке вновь всплыло из цитат в текстах того времени. Чрезвычайная трудность поиска справочных материалов приводит к серьёзным проблемам с атрибуцией и реконструкцией его произведений. Историки искусства и любители допускают ряд недоразумений. Первая картина, однозначно приписываемая автору, была обнаружена только в 1962 году, а первое обобщение информации о художнике было произведено Анной Дюбуа де Гроер в 1996 году.
Произведения художника находятся в музеях Версаля, Парижа, Вены, Лондона, Санкт-Петербурга, Нью-Йорка, Бостона.

## Галерея

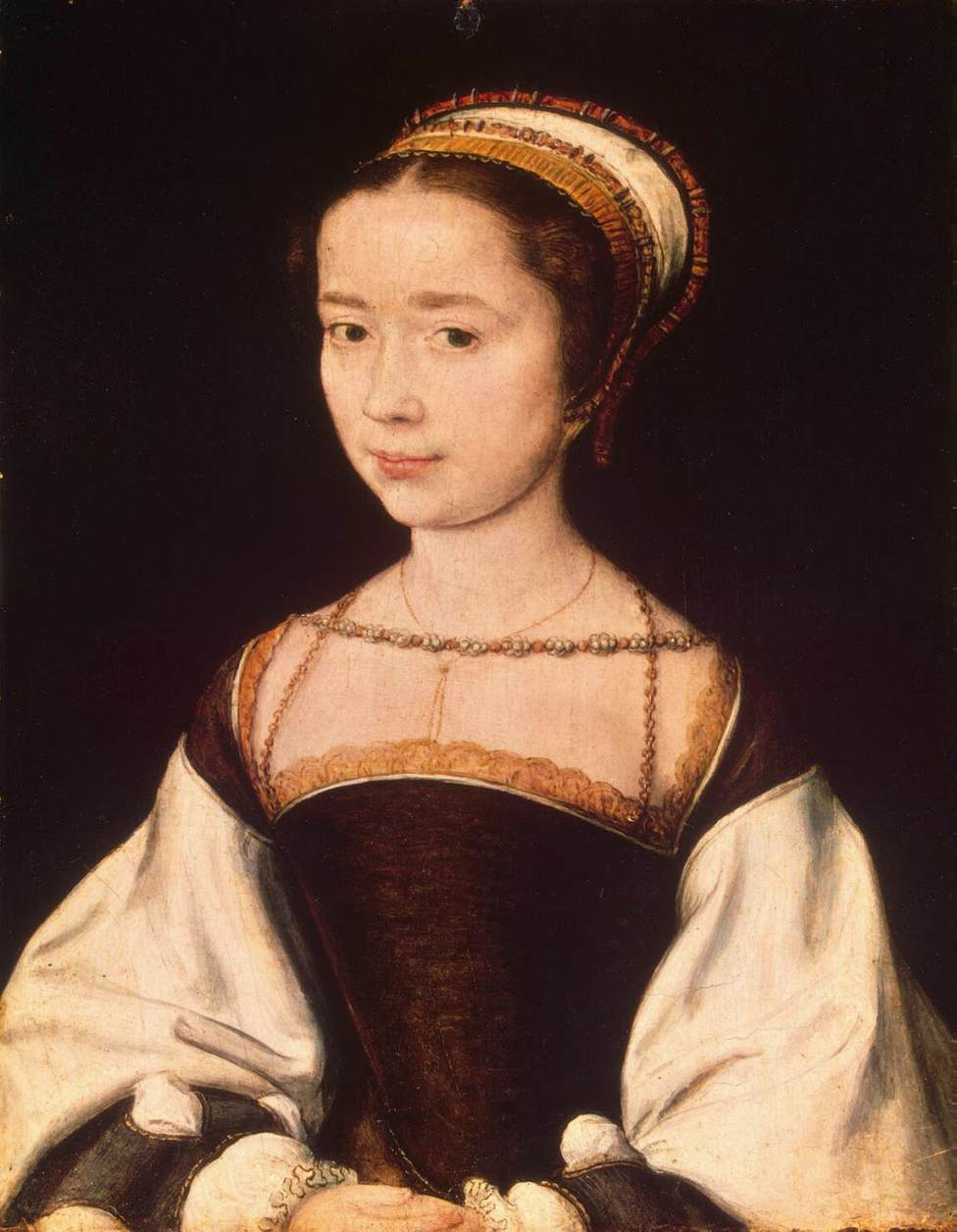
Женский портрет. Ок. 1535. Дерево, масло. Государственный Эрмитаж, Санкт-Петербург
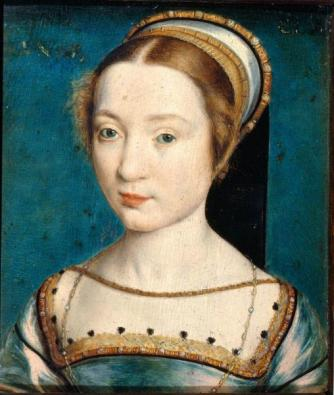
Клод Французская. Между 1535 и 1540. Дерево, масло. Государственный музей изобразительных искусств имени А. С. Пушкина, Москва
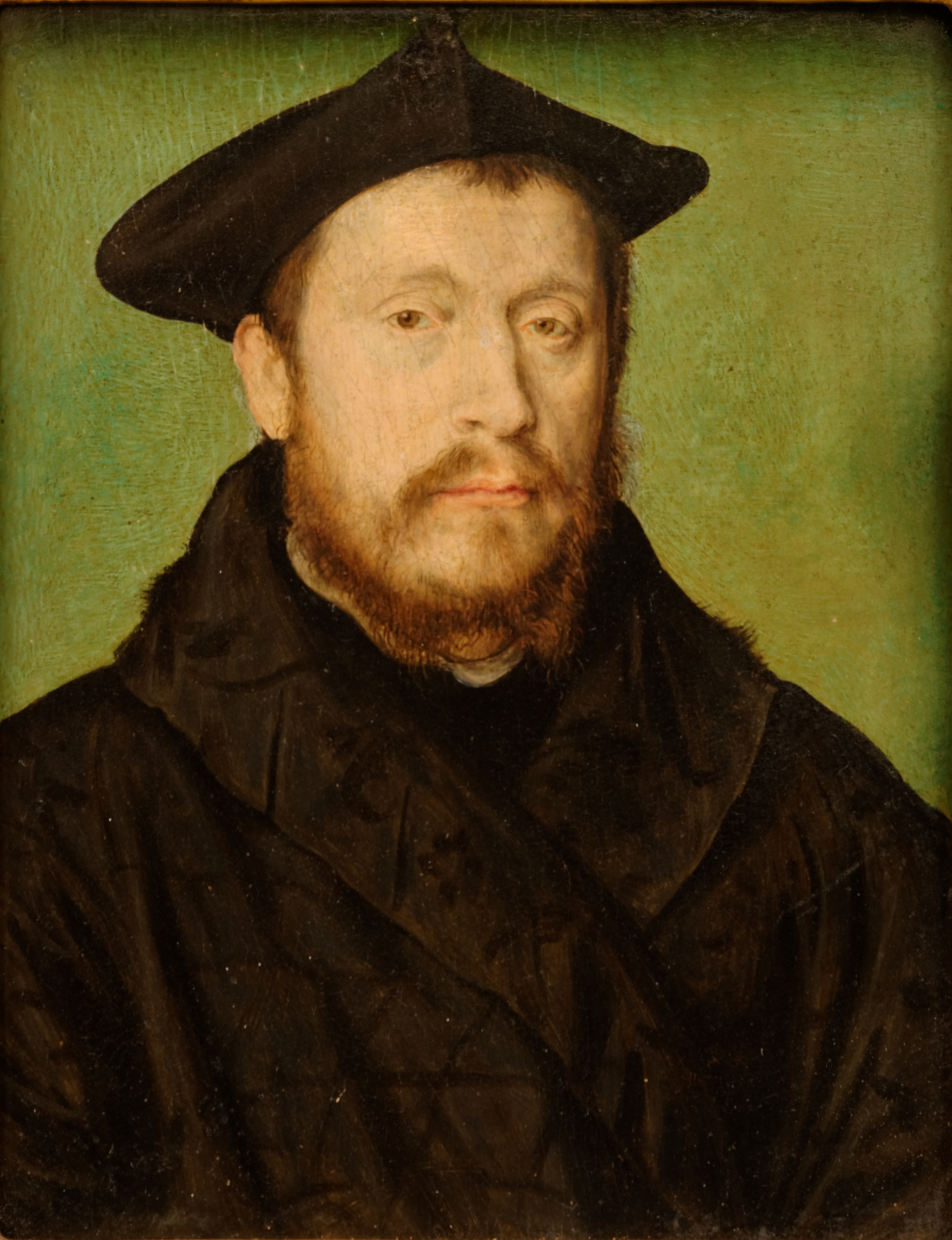
Мужской портрет. Дерево, масло. Палаццо Бянко, Генуя
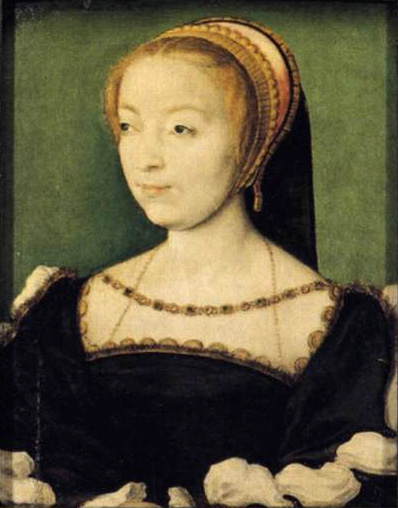
Портрет Луизы де Рё. Ок. 1550. Дерево, масло. Лувр, Париж
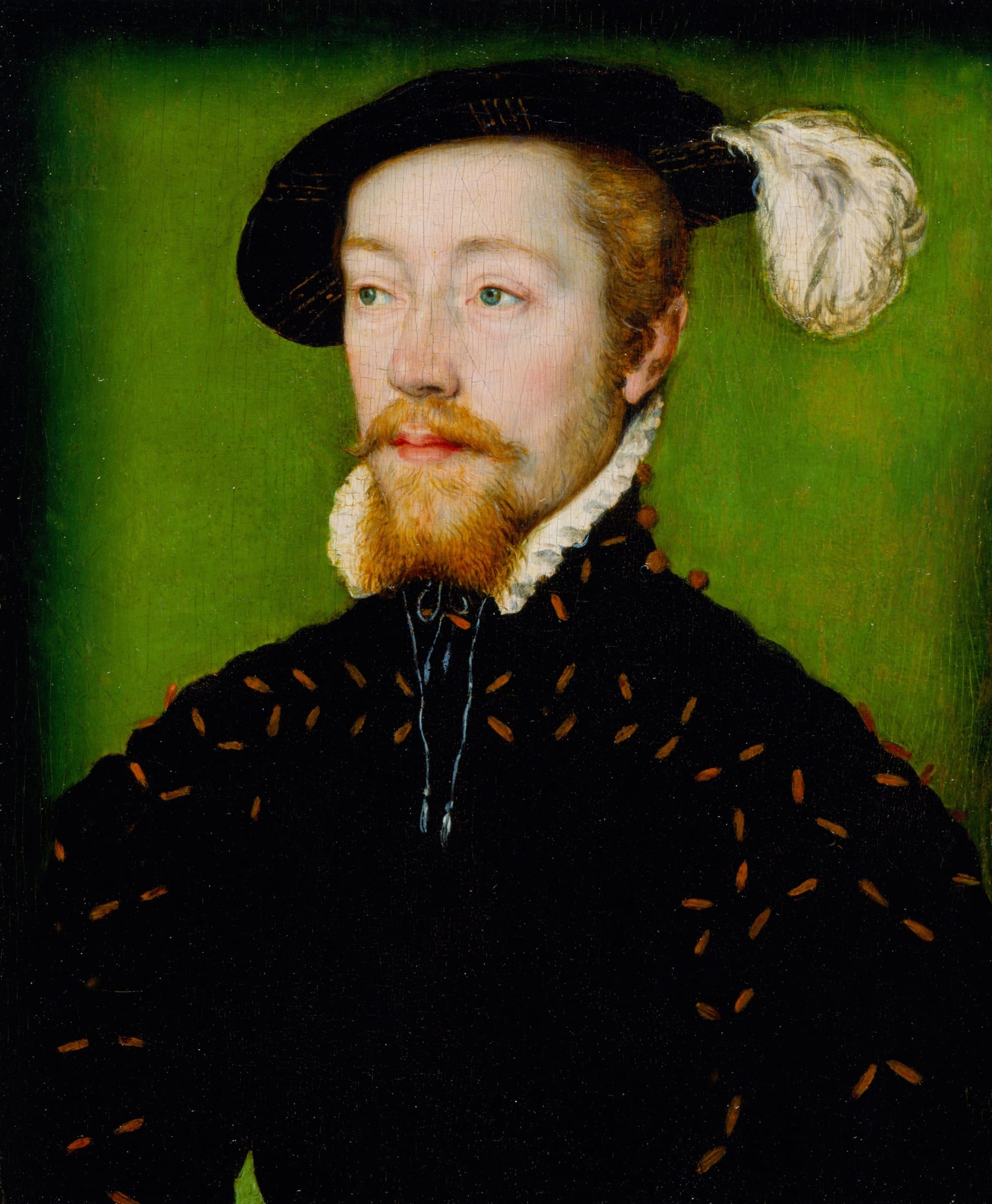
Портрет Якова V Шотландского. Между 1512 и 1542. Дерево, масло. Частное собрание
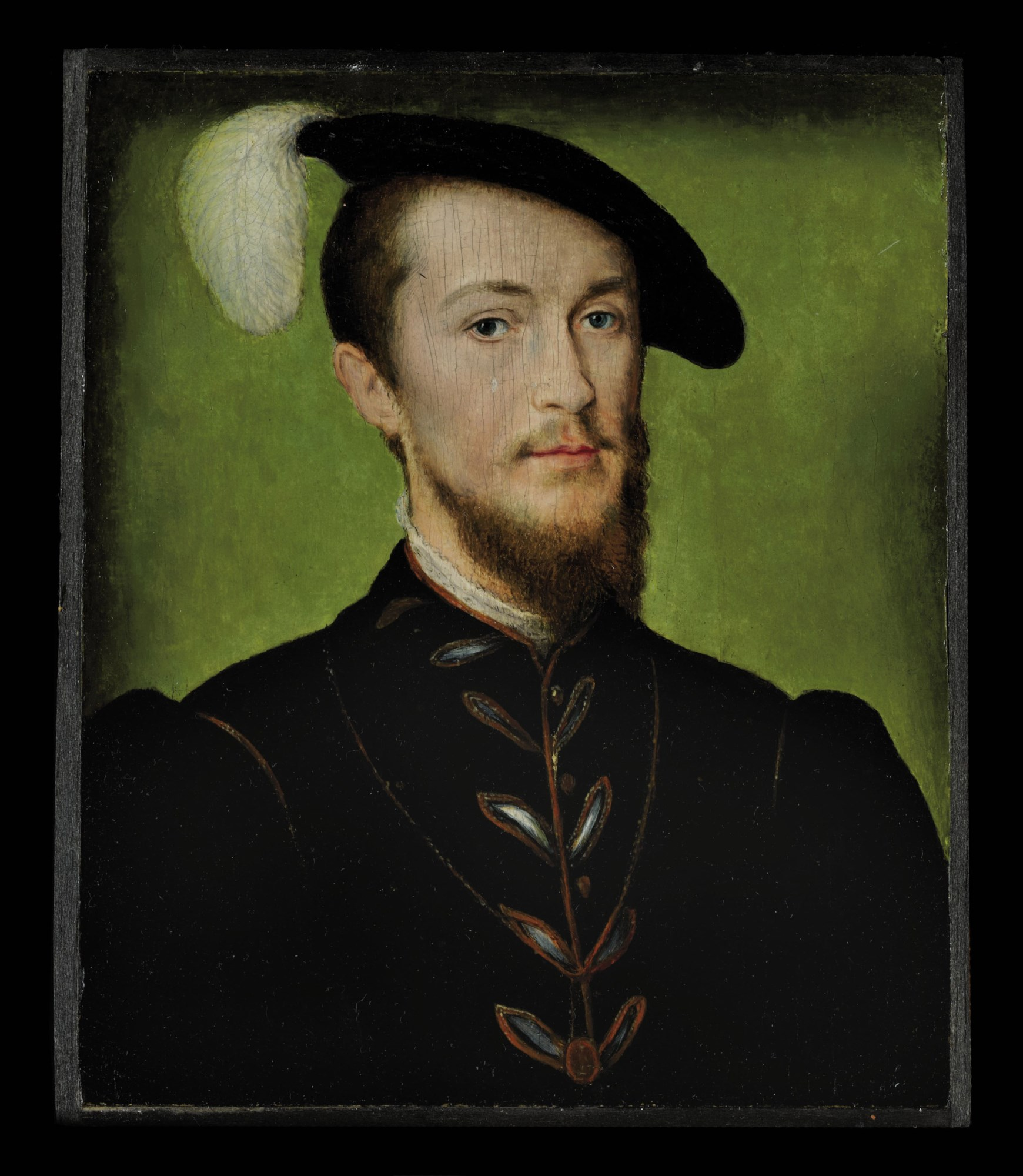
Жан де Бросс, герцог де Этамп. Ок. 1548. Дерево, масло. Частное собрание
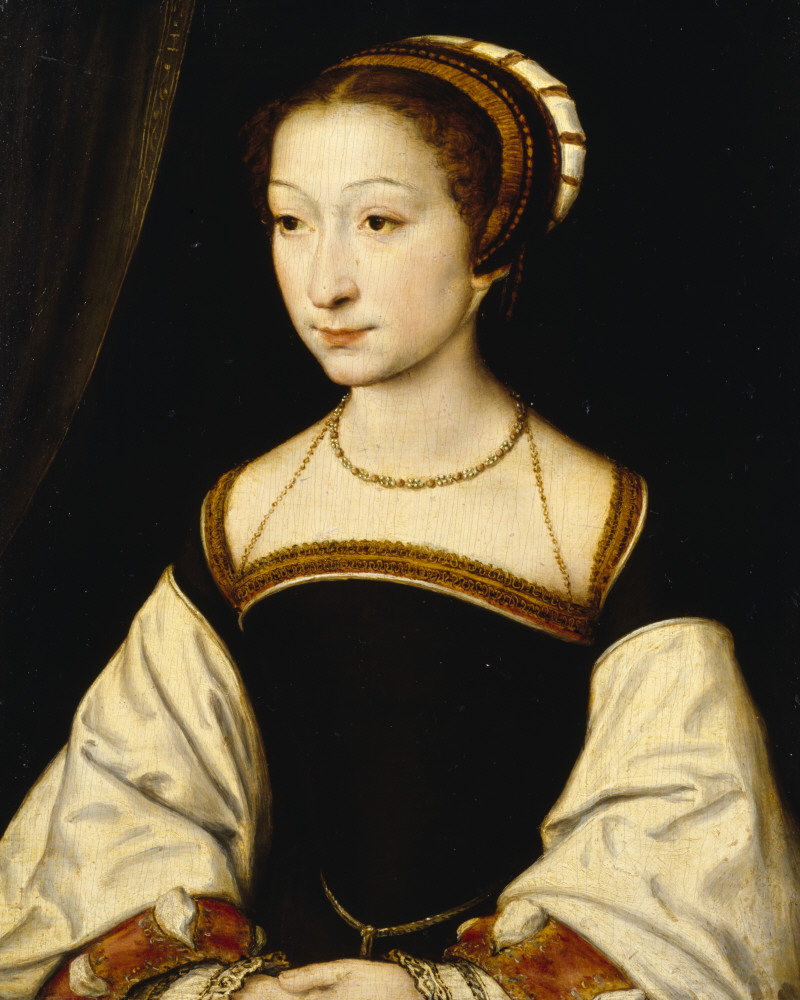
Портрет неизвестной. Между 1535 и 1540. Дерево, масло. Национальный фонд, Великобритания